# Uherský Ostroh (zámek)
Uherský Ostroh je hrad přestavěný na zámek ve stejnojmenném městě v okrese Uherské Hradiště. Založen byl ve druhé polovině třináctého století. Mezi jeho majiteli se kromě jiných vystřídali moravská markrabata, Šternberkové a páni z Kunovic, kteří gotický hrad v šestnáctém století přestavěli na renesanční zámek. Zámecký areál je chráněn jako kulturní památka.

## Historie
Hrad byl založen nejspíše panovníkem po roce 1260. První písemná zmínka o něm pochází z roku 1286. Zpráva ho uvádí pod názvem Stenice a zmiňuje purkrabího Matouše z Černé Hory. Roku 1318 jej za krále Jana Lucemburského získal do zástavy olomoucký biskup Konrád I. O dva roky později se držiteli hradu stali Šternberkové, od kterých ho po polovině čtrnáctého století získal markrabě Jan Jindřich, který na hradě nechal provést určité stavební úpravy. Ostrožské panství odkázal svému synovi Janu Soběslavovi. K Uherskému Ostrohu tehdy patřily vsi Blatnice, Lhota, zaniklý Smíchov, Stará Blatnice, Milokošť a Kvačice. Po smrti Jana Soběslava panství získal markrabě Prokop Lucemburský.
Roku 1400 hrad oblehlo vojsko krále Zikmunda. Později jej získal Hašek z Valdštejna, který z panství učinil středisko husitství, a proto během husitských válek hrad několikrát obléhalo Zikmundovo vojsko. Vypudit husity se podařilo vévodovi Albrechtovi a od roku 1439 na hradě sídlil rusko-litevský kníže Fridrich. Mezi další zástavní majitele v patnáctém století patřili Čeněk z Mošnova (1446), Jan Jiskra z Brandýsa (1453), od roku 1458 Jan z Cimburka, Jan z Lichtenštejna (1464) a od roku 1468 Landštejnové. Ve stejném roce hrad dobylo vojsko krále Matyáše Korvína, který jej poté zastavoval svým hejtmanům. Významným držitelem se roku 1509 stal Jan z Kunovic, který hrad v roce 1511 získal do dědičného vlastnictví.
Páni z Kunovic drželi Uherský Ostroh až do počátku třicetileté války, kdy byl po bitvě na Bílé hoře zabaven Janu Bernartovi z Kunovic. Příslušníci rodu ještě předtím přestavěli starý hrad renesanční zámek. První úpravy začaly brzy po roce 1516, ale zásadní proměnou hrad prošel až po roce 1566 za Jetřicha z Kunovic.
Když roku 1625 zámek koupil Gundakar z Lichtenštejna, stali se posledními šlechtickými majiteli Lichtenštejnové. Za nich byl roku 1645 dobyt švédským vojskem. Zámek časem přestal sloužit jako vrchnostenské sídlo a stal se střediskem správy panství. Významně bylo rozšířeno hospodářské zázemí. Součástí zámku byl barokní pivovar, rozsáhlé stáje se středním dvorem a komplex dalších hospodářských budov, z nichž byla později řada zcela přestavěna. Po druhé světové válce začal zámek fungovat jako sídlo městského národního výboru.
Zámek slouží jako sídlo městského úřadu a městské knihovny. V bývalém hospodářském zázemí je v provozu dílna na výrobu lidových krojů společnosti Lidové tradice a řemesla a městské informační centrum.
| Rok  | Počet návštěvníků |
| ---- | ----------------- |
| 2016 | 7 524             |
| 2017 | 7 229             |

## Stavební podoba

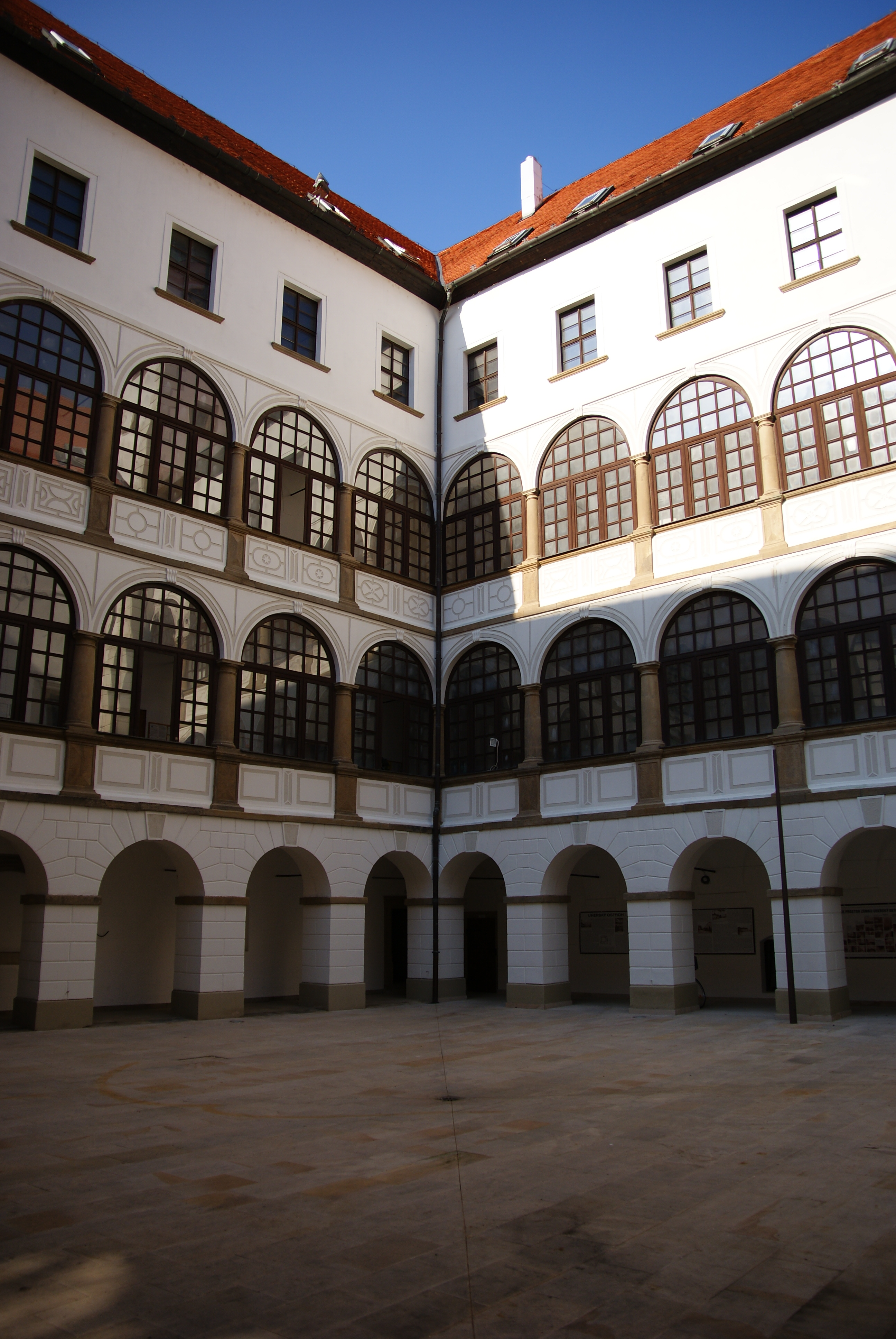
Nádvorní arkády

Hrad i město stojí v rovinatém terénu. Až do počátku dvacátého století se nacházely na ostrově obtékaném rameny řeky Moravy. Samotný hrad se svou dispozicí podobal hradu v nedaleké Strážnici. Hradní jádro mělo obdélníkový půdorys o rozměrech 48 × 44 metrů. V zámeckém zdivu se z hradu dochovala čtverhranná obytná věž o rozměrech 12 × 11,5 metru. V úrovni sklepů a přízemí se ze třináctého století dochovaly také podélné zdi původního paláce a část obvodové hradby na severovýchodní a severozápadní straně nádvoří. Do jádra se vstupovalo bránou, která se nacházela v severovýchodní hradbě pod věží. Stavební aktivitu v době Jana Jindřicha dokládá dochovaná část klenebního žebra ve věži.
Vzhledem k malému prostoru uvnitř jádra byly v patnáctém století nové budovy přistavovány z vnější strany. Na severovýchodní straně, kde se nacházelo předhradí, přibyl podél hradby nový palác s armovanými nárožími, jehož přízemím vedl průjezd ke staré bráně. V první polovině šestnáctého století byl hrad rozšířen o severozápadní křídlo s rizalitem a jihozápadní křídlo, jehož základy byly odhaleny při rekonstrukci zámku. To však bylo ještě ve stejném století strženo, a na jeho místě vyrostl nový vrcholně renesanční palác. Komunikaci mezi patry starého paláce změnilo nové vřetenové schodiště přistavěné do kouta nádvoří u věže. Ještě před polovinou šestnáctého století nechal Archleb z Kunovic postavit arkádovou chodbu podél starého paláce.
Po roce 1566 začala nová přestavba, která se protáhla až do sedmnáctého století. Během ní byly upraveny interiéry, které získaly štukovou výzdobu kleneb. Zbývající tři strany nádvoří byly vybaveny arkádovými ochozy, jejichž první patro podpírají bosované pilíře, zatímco oblouky vyšších úrovní nesou toskánské sloupky.